# 硼酸鹽
硼酸鹽是一類含硼的化合物。當中的硼可以與三個氧原子鍵合成B(OR)
3，也可以與四個氧原子鍵合成B(OR)−
4陰離子。
硼酸根離子的化學式為BO3−
3。它可與金属元素形成鹽。在自然界中所發現的硼通常為硼酸鹽礦物。硼也會與硅酸鹽結合形成絡合硼硅酸鹽礦物例如電氣石。
硼酸鹽以許多形式存在。在酸和近中性的環境上，它是硼酸（通常寫成H3BO3，但B(OH)3更為正確）。硼酸在25°C的 p𝘒ₐ為9.14，硼酸雖不會在水溶液中分解，但它卻是酸性，因它會與水分子產生相互作用，形成B(OH)−
4：
B(OH)3 + H2O ⇌  B(OH)4− + H+
Ka = 5.8x10-10 mol dm-3; pKa = 9.24.
如果硼酸根離子含量高於大约0.025 mol dm−3，多硼酸根離子可於pH 7-10形成。例如，在礦物硼砂中可發現較常見的四硼酸根離子：
4B(OH)4− + 2H+ ⇌ B4O72− + 9H2O
硼酸可以形成許多聚合的離子。 最常見為四硼酸根離子(B4O72−)，也可形成四硼酸氫根離子(HB4O7−)、三硼酸根及五硼酸根離子。 此外，各種各樣的偏硼酸根離子的實驗式為BO2−，它們可形成各種偏硼酸鹽化合物，有複雜且可無限伸展之網狀結構，其多樣性可與硅酸鹽相比。
常見的硼酸鹽包括偏硼酸鈉（NaBO2）和四硼酸鈉（Na2B4O7）。後者於自然界中通常以水合的硼砂礦物形式存在（Na2B4O7·10H2O）。加利福尼亞有大量硼砂礦床並已用作廣泛開採硼酸鹽。智利的阿塔卡馬沙漠所找到的硼酸鹽含量也可作開採。
多種硼酸鹽例如四水合八硼酸二鈉可用作木材防腐劑或殺真菌劑。

## 外部連結
- Non-CCA Wood Preservatives: Guide to Selected Resources - National Pesticide Information Center （页面存档备份，存于）